# 莫氏口孵非鯽
莫氏口孵非鯽，為輻鰭魚綱鱸形目隆頭魚亞目慈鯛科的其中一種，被IUCN列為極危保育類動物，分布於非洲三比西河中游流域，體長可達48公分，棲息在中底層水域，成群活動，屬雜食性，以藻類、植物、昆蟲、橈腳類、軟體動物等為食，可做為食用魚及觀賞魚。